# Коси (Вишково)
Коси су насељено место у саставу општине Вишково у Приморско-горанској жупанији, Република Хрватска.

## Историја
До територијалне реорганизације у Хрватској налазили су се у саставу старе општине Ријека.

## Становништво
На попису становништва 2011. године, Коси су имали 808 становника.

## Попис1991.
На попису становништва 1991. године, насељено место Коси је имало 223 становника, следећег националног састава:
| Попис 1991.‍  | Попис 1991.‍  | Попис 1991.‍ | Попис 1991.‍ | Попис 1991.‍ |
| ------------ | ------------ | ----------- | ----------- | ----------- |
|              |              |             |             |             |
| Хрвати       | Хрвати       |             | 159         | 71,30%      |
| Југословени  | Југословени  |             | 26          | 11,65%      |
| Срби         | Срби         |             | 13          | 5,82%       |
| Словенци     | Словенци     |             | 4           | 1,79%       |
| Италијани    | Италијани    |             | 1           | 0,44%       |
| неопредељени | неопредељени |             | 10          | 4,48%       |
| регион. опр. | регион. опр. |             | 5           | 2,24%       |
| непознато    | непознато    |             | 5           | 2,24%       |
| укупно: 223  |              |             |             |             |